# Estilo MLA
El estilo de referencias de la Modern Language Association, abreviado como estilo MLA, es un estilo y formato de citación bibliográfica para revistas, libros y otro tipo de textos académicos. Es utilizado principalmente en áreas de humanidades y artes, sobre todo en filosofía, crítica literaria, literatura comparada y en campos interdisciplinarios, como los estudios culturales. Fue creado por la Modern Language Association de Estados Unidos. Sus guías principales son las publicaciones MLA Style Manual (1998, 2008) y su versión abreviada, MLA Handbook. La actualización más reciente data de 2016, cuando dejó de imprimirse. Sin embargo, en 2017 la MLA afirmó que está diseñando nuevas publicaciones para cubrir las necesidades de los académicos profesionales.

## Publicaciones
El estilo MLA tiene dos fuentes fundamentales: el MLA Style Manual, cuya primera edición es de 1985 y la última, de 2008, y el MLA Handbook, una versión más breve. El primero lleva el título completo de MLA Style Manual and Guide to Scholarly Publishing y apunta a un público de estudiantes que ya finalizaron su carrera, académicos, escritores profesionales, profesores universitarios y editores. El segundo está dirigido a estudiantes de nivel secundario, de nivel universitario y a sus profesores.
En sus primeras cinco ediciones, de 1977 a 1999, el Handbook se titulaba MLA Handbook for Writers of Research Papers, Theses, and Dissertations, pero se abrevió a MLA Handbook for Writers of Research Papers en 2003, en la sexta edición. En la séptima edición, uno de los cambios principales fue incorporar la aclaración del medio o soporte de la información citada, como por ejemplo, la Web, el CD o el libro impreso. Además, sugirieron incluir en la cita la URL y elegir la cursiva por sobre el subrayado. En la séptima edición, se añadió un sitio web en el que se podía consultar el Handbook completo. También se agregaron recomendaciones para citar medios en línea, como tuits y libros electrónicos. Las modificaciones más significativas de la octava edición implican un cambio de enfoque desde una lista prescriptiva de formatos a una documentación más abarcativa. Publicada en 2016, añade las abreviaturas de «volumen» y «número» («vol.» y «núm.») para las revistas académicas y la de «página» o «páginas» («p.» o «pp.»), quita las de «editor» o «traductor» y sugiere el uso de las URL en la mayoría de los casos, aunque recomienda más el DOI, como en el formato APA, y no especificar el medio de la publicación.
Tanto el Handbook como el Style Manual fueron precedidos por un pequeño cuadernillo titulado MLA Style Sheet, que se publicó por primera vez en 1951 y fue revisado en 1970. Se trataba de una guía de estilo de 28 páginas con carácter «más o menos oficial». Tras el éxito comercial del Handbook, dejó de imprimirse y por eso se creó el Manual.

## Formato del papel
En el formato MLA, el papel debe tener una superficie de 8,5 x 11 pulgadas; los márgenes de la hoja son de una pulgada. Se emplea doble espacio y fuente Times New Roman 12. Es importante que en el tipo de letra elegido se distingan claramente la redonda de la cursiva o itálica, que se utiliza para marcar énfasis, entre otras cosas. Sobre los espacios, se deja uno después de un punto y seguido. En cada párrafo, la sangría es de una pulgada o cinco espacios —esto se puede realizar fácilmente con el tabulador—. Las páginas deberán estar numeradas en la parte superior derecha del papel, aunque a veces se omite el número en la primera página.

## Citación

### En el cuerpo del texto
Las citas en el cuerpo del texto se insertan entre paréntesis, de modo similar al estilo APA. A diferencia de este, en el MLA se incluyen el apellido del autor y el número o los números de página. Si el apellido del autor está indicado en el texto, solo se colocan los números de página entre paréntesis. En caso de que haya dos autores con el mismo apellido, para diferenciarlos se escribe la inicial de su nombre de pila. Para citar dos obras del mismo autor, se incluye entre paréntesis su apellido, la primera parte del título y las páginas. Si la obra no tiene autor, se toma su título. Para citas de segunda mano, se indican los mismos datos de una cita tradicional, pero antecedidos por la abreviatura «ctd.» —«citado»—. Al citar una obra clásica, se le agregan el número de escena, acto o verso —o línea— en reemplazo de las páginas; además, para separar versos, se utiliza la barra (/). Para citar de Internet, dado que la mayoría de los sitios web no presentan número de páginas, se usa la abreviatura «párr.» —«párrafo»—. A este tipo de citas le corresponde otra referencia más detallada en el apartado de «Obras citadas».
Si las citas superan las cuatro líneas, se separará del texto con sangría. Para marcar la omisión de texto en citas fragmentarias se utilizan los tres puntos antecedidos y precedidos por un espacio tipográfico; para añadir aclaraciones en las citas, se utilizan los corchetes.
Ejemplos
- Cita de libro en el cuerpo del texto: (Dostoyevski, 395-398)
- Cita de dos libros de autores diferentes: (Volpi, J., 25-30) (Volpi, F., 85-87)
- Dos obras del mismo autor: (Dostoyevski, Crimen, 395-398) (Dostoyevski, Memorias, 34-35)
- Obras anónimas o sin autor: (Bhagavad Gita, 67-69)
- Citas de segunda mano: (ctd. Nietzsche, 50-55)

### Citas de Internet y otros medios
Según una recomendación de la Universidad Diego Portales, siempre el material consultado en Internet debe indicar la fecha de consulta. Otro consejo es recuperar la mayor cantidad posible de datos de la página que se visite. El modelo a tener en cuenta aquí es el del artículo periodístico, aunque muchos de los textos presentes en la web carezcan de páginas numeradas. En el caso de los libros escaneados o hallados por Internet, el tratamiento es el mismo que si fueran impresos.
Para los medios audiovisuales, como las películas o los videos, se coloca el título del filme en cuestión en cursiva, seguido por la abreviatura «Dir.», el nombre y el apellido del director, la distribuidora y el año, seguido del medio de realización, «fílmico». En las grabaciones, debe colocarse el nombre del artista como si fuera el del autor en otra clase de publicaciones, luego el título en cursiva y al final, el sello, el año y el soporte, como por ejemplo CD. En el caso de los medios artísticos tales como fotografía, pintura o escultura, los datos a tener en cuenta son el apellido y nombre del autor, el título en cursiva, el año, la técnica de realización, la institución que custodia la obra y la ciudad. Para citar una obra en vivo, se escribe el título en cursiva, luego el nombre y el apellido del autor, el del director o intérprete, el nombre del auditorio, la ciudad y por último, el tipo de espectáculo.
Según una guía de estilo digital elaborada por la Universidad de Alcalá, para citar comentarios en redes sociales, se debe usar el apellido y nombre del autor, el título de la obra entre comillas —si se trata de un posteo de Facebook o en un blog o un tuit—, el nombre de la red social —si es de un blog, el título en cursiva— y luego el día, el mes y el año. Por último, el formato —web— y la fecha de acceso. La URL siempre se coloca al final, entre diples.
Ejemplos
- Citas de blogs: Real Academia Española. «Hablamos la misma lengua». RAEinforma. 4 nov. 2017. Web. 9 ago. 2018. <http://www.raeinforma.com/raeinforma/hablamos-la-misma-lengua/>
- Cita de tuit: Pérez-Reverte, Arturo. (18 mar. 2018). «Ésa es la novela, este es el título con guiño a Norman Mailer y éste es el primer capítulo». Tuit. Recuperado de <https://twitter.com/perezreverte/status/975421664073846785>.
- Cita de un video de YouTube: Paenza, Adrián. «La puerta equivocada». Video. YouTube. 1 dic. 2014. Web. 9 ago. 2018. <https://www.youtube.com/watch?v=MESCMo3wWy4>
- Cita de una pintura: Van Eyck, Jan. Retrato de Giovanni Arnolfini y su esposa. 1434. Óleo sobre tabla. The National Gallery, Londres.
- Cita de una película: Monty Python and the Holy Grail. Dir. Terry Gilliam y Terry Jones. EMI Films. 1975. Fílmico.